# حملة دونالد ترامب الرئاسية 2000
بدأت الحملة الرئاسية لدونالد ترمب في عام 2000 لترشيح حزب الإصلاح عندما أعلن دونالد ترمب من نيويورك عن إنشاء لجنة استطلاعية رئاسية في طبعة 7 أكتوبر 1999 من لاري كينغ لايف. على الرغم من أن ترمب لم يشغل قط منصبا منتخبا، إلا أنه كان معروفا بتعليقاته المتكررة على الشؤون العامة والاستغلال التجاري كرئيس لمنظمة ترمب. وكان قد اعتبر الترشح للرئاسة في عام 1988 كجمهوري، ولكنه اختار عدم الترشح. بالنسبة لعام 2000، أقنع حاكم ولاية مينيسوتا جيسي فنتورا ترمب بالسعي للحصول على الترشيح الرئاسي لحزب الإصلاح، الذي كان يتصدع على الرغم من حصوله على حق الاقتراع والتأهل للحصول على أموال مماثلة نتيجة للحملة الرئاسية لرجل الأعمال روس بيرو عام 1996. تزامن دخول ترمب في سباق حزب الإصلاح مع دخول المعلق المحافظ التقليدي بات بوكانان.
ركز ترمب حملته على قضايا التجارة العادلة، وإزالة الديون الوطنية، وتحقيق الرعاية الصحية الشاملة كما هو موضح في المقال المرافق للحملة أمريكا التي نستحقها، الذي صدر في يناير 2000. وسمى مالكة وسائل الإعلام أوبرا وينفري نائبة مثالية له وقال انه سيتزوج على الفور صديقته، ميلانيا كناوس، ليجعلها السيدة الأولى. شكك النقاد في جدية حملة ترمب وتكهنوا بأنها كانت وسيلة لتعزيز علامته التجارية وبيع الكتب. دافع ترمب عن ترشيحه كمسعى جاد وأعلن أن لديه فرصة للفوز في الانتخابات. على الرغم من أنه لم يوسع الحملة بعد المرحلة الاستكشافية، إلا أن ترمب قام بالعديد من المقابلات الإعلامية كمرشح، وسافر إلى فعاليات الحملة الانتخابية في فلوريدا وكاليفورنيا ومينيسوتا، وتأهل للانتخابات الرئاسية التمهيدية مرتين. تم تعيين استراتيجي الحملة المخضرم ومساعد ترمب منذ فترة طويلة روجر ستون كمدير للجنة الاستكشافية.
وأدى الصراع الداخلي إلى خروج فنتورا من حزب الإصلاح في فبراير 2000، مما أدى إلى إقصاء أكثر أنصار ترمب صوتا. أنهى ترمب حملته رسمياً في 14 فبراير 2000 على الهواء من برنامج اليوم. وعلى الرغم من اعتقاده بأنه لا يزال قادراً على الفوز بالترشيح الرئاسي لحزب الإصلاح، إلا أنه شعر بأن الحزب كان عاجزاً عن دعم حملته الانتخابية وتمكينه من الفوز في الانتخابات العامة. أظهر استطلاع للرأي يطابق ترمب ضد المرشح الجمهوري المحتمل جورج دبليو بوش والمرشح الديمقراطي المحتمل آل غور دعم ترمب بنسبة سبعة في المئة. على الرغم من انسحابه، فاز ترمب في كل من الانتخابات التمهيدية التي تأهل لها. سيمضي (بيوكانان) للفوز بترشيح حزب الإصلاح.
بعد الانتخابات، اكتسب ترمب شهرة أكبر كمضيف لبرنامج المتدرب. فكر جدياً في الترشح للانتخابات الرئاسية لعام 2012 كجمهوري، لكنه قرر عدم الترشح. بعد أربع سنوات، بدأ حملة رئاسية واسعة النطاق، وأصبح المرشح الرئاسي للحزب الجمهوري لعام 2016 وانتخب الرئيس الخامس والأربعين للولايات المتحدة.

## خلفية

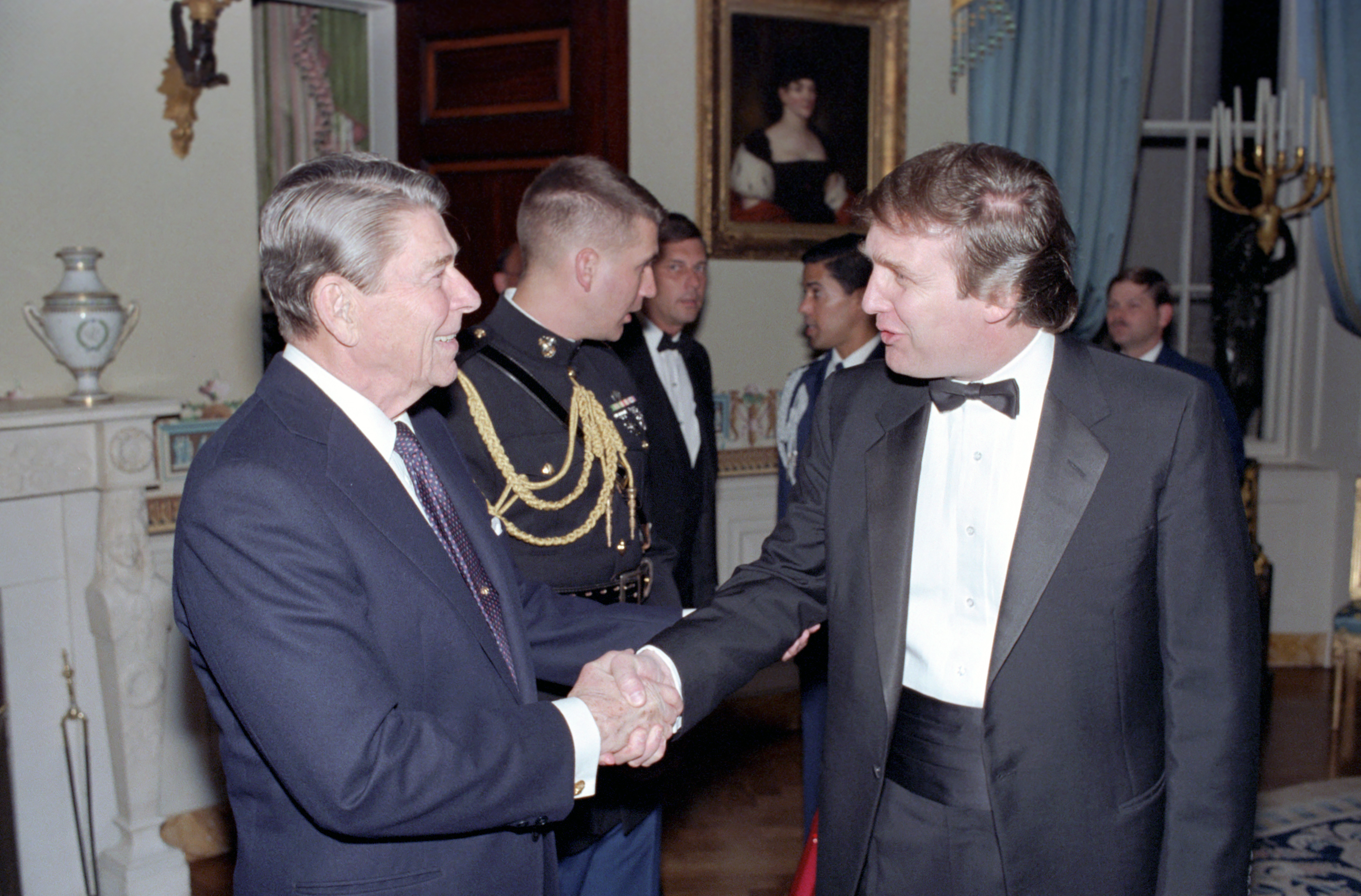
دونالد ترمب مع الرئيس رونالد ريغان في عام 1987، عندما فكر ترمب لأول مرة في الترشح للرئاسة.

رائد العقارات دونالد ترمب، رئيس منظمة ترمب منذ عام 1971، انخرط لأول مرة في السياسة الرئاسية في أوائل صيف عام 1987. أسس المنظم السياسي الجمهوري مايك دنبار، الذي لم يقتنع بالمرشحين للترشيح الرئاسي الجمهوري لعام 1988، منظمة «تجنيد ترمب للرئاسة». وإيمانًا بترمب بأن لديه مقومات الرئيس، طرح دنبار فكرة تكلم ترمب في حدث للمرشحين الجمهوريين في نيوهامشير الولاية الأولى في الانتخابات التمهيدية في البلاد. وفقا لدنبار في مقابلة لاحقة، كان ترمب متقبلاً لهذه الفكرة. ثم قام ترمب، وهو ديمقراطي مسجل، بتغيير تسجيله رسميًا ليصبح جمهوريًا في يوليو 1987. تكثفت التكهنات بأنه سيترشح للرئاسة عندما اشترى ما قيمته 94,801 دولار من إعلانات الصفحة الكاملة في نيويورك تايمز و‍بوسطن غلوب و‍واشنطن بوست بعنوان «لا يوجد شيء خاطئ في سياسة الدفاع الخارجي الأمريكية لا يمكن لعمود فقري صغير علاجه.» تعكس الإعلانات مخاوف ترمب من أن تستفيد اليابان و‍المملكة العربية السعودية و‍الكويت من الأموال والحماية الأمريكية دون تقديم أي فائدة للولايات المتحدة. في الشهر التالي، كما اقترح دنبار، ظهر ترمب في مأدبة غداء نادي الروتاري في نيوهامبشير. وهناك ألقى ما وصفته صحيفة نيويورك تايمز بـ«الخطاب الحماسي»، حيث أعرب عن قلقه إزاء تعرض الولايات المتحدة «للمضايقة» من قِبَل حلفائها، واقترح على «هذه البلدان التي تسرقنا أن تسدد العجز الذي بلغ مائتي مليار دولار.» بين الجمهور، كان طلاب الكلية يحملون لافتات تقرأ «ترمب للرئاسة.» ومع ذلك، أعلن ترمب، «أنا لست هنا لأنني أترشح للرئاسة. أنا هنا لأنني تعبت من ركل بلدنا في جميع الأرجاء وأريد إيصال أفكاري.» في وقت لاحق، ظهر ترمب في برنامج فيل دوناهيو. بعد ظهوره، تلقى رسالة من الرئيس السابق ريتشارد نيكسون أوضح فيها نيكسون أن زوجته بات، «الخبيرة في السياسة»، قد شاهدت ترمب في العرض و «تتوقع أنه عندما تقرر الترشح لمنصب الرئاسة ستكون الفائز!» في نوفمبر 1987، أصدر ترمب فن الصفقة، الذي أصبح الأكثر مبيعا في نيويورك تايمز.